# 钢铁洪流进行曲
《钢铁洪流进行曲》是中国人民解放军一首于2019年发布的军乐，由李旭昊作曲。

## 创作
《钢铁洪流进行曲》由中国人民解放军军乐团原创，作曲者李旭昊1991年生、中央音乐学院作曲系毕业。创作时，李旭昊着重表现了中国人民解放军强大的带来的自豪感与历史带来的压迫感。歌曲还针对不同受阅方阵的采用了不同的乐器与编配。通常为了配合行军步伐，军乐的节奏是每分钟112拍；但《钢铁洪流进行曲》为了配合装备方队车轮行进的节奏，降为88拍。解放军联合军乐团团长兼总指挥张海峰形容《钢铁洪流进行曲》像是“铁甲战车轰隆隆地行进”。南京师范大学文学院文艺学讲师兼《澎湃新闻》「现代神话学」专栏作者孔德罡认为，此歌曲体现了新一代年轻观众偏向歌颂反法西斯战争的“苏联风”音乐，甚至曲名本身即在致敬苏联红军。
作词家袁渭清为此歌曲填词。

## 演奏
《钢铁洪流进行曲》在2019年10月1日中国国庆阅兵式中“战旗方阵”亮相时奏响，并在民间收获大量积极评价。上海《文汇报》称赞歌曲“非常地应景，如轰鸣战车、嘹亮军号自然生成的一样”。观察者网作者齐倩认为此曲“堪称年度最燃BGM”。10月4日，一些中国人民解放军联合军乐团成员在火车上演奏、合唱歌曲，作为临别的最后一次合奏。
在2021年国际军事比赛中，俄罗斯国防部发布宣传片介绍中国人民解放军，当中使用了《钢铁洪流进行曲》作为背景音乐。此歌曲还在2019年南京文化艺术中心的南京大屠杀遇难同胞纪念馆公祭仪式、2019年末Bilibili跨年晚会和2021年中国空间站核心舱天和号发射现场演奏。